# Colypurus agassizi
Colypurus agassizi is een pissebed uit de familie Colypuridae. De wetenschappelijke naam van de soort is voor het eerst geldig gepubliceerd in 1905 door Richardson.